# Platyrinchus mystaceus
El picoplano bigotudo o picoplano bigotudo oriental (Platyrinchus mystaceus), es una especie de ave paseriforme de la familia Tyrannidae perteneciente al género Platyrinchus. Es nativo del este de América Central y de América del Sur.

## Nombres comunes
Se le denomina también piquichato gargantiblanco (en Costa Rica), picochato gorguiblanco (en Panamá), picochato goliblanco (en Ecuador), picochato enano (en Argentina y Paraguay), picochato chico (en Argentina), pico de pala crestiamarillo (en Colombia), pico-chato de garganta blanca (en Perú) o pico chato gargantiblanco (en Venezuela).

## Distribución y hábitat
Se distribuye de forma disjunta: el grupo de subespecies mystaceus en dos grandes áreas separadas, una, en el norte, este y sur de Venezuela, Trinidad y Tobago, y localmente en Guyana y Guayana francesa, y extremo norte de Brasil, y otra, desde el noreste hasta el sur de Brasil, norte y este de Bolivia, este de Paraguay y  noreste de Argentina; el grupo de subespecies albogularis, desde Costa Rica y Panamá, norte de Colombia y extremo noroeste de Venezuela, hacia el sur, a lo largo de los Andes de Colombia, Ecuador, Perú, hasta el centro de Bolivia. Está ausente de la región amazónica.
Esta especie es considerada bastante común y ampliamente diseminada en sus hábitats naturales: el sotobosque de bosques húmedos de montaña, localmente también en tierras bajas, entre los 600 y 2000 m de altitud, es más numeroso en el sureste de Brasil. Prefiere el interior del bosque con árboles de diez a treinta metros de altura, como Elaeagia y Hieronyma oblonga cubiertas de epífitas o hemiepiífitas, (como Clusiaceae),  o en el borde del bosque entre espesos enmarañados de bambú y bejucos.

## Descripción
Mide de 9 a 10,5 cm de longitud y pesa de 7,5 a 11 g. El plumaje de las partes superiores es oliva parduzco, con el píleo y los lados de la cabeza más oscuros; el macho presenta una cresta eréctil amarilla brillante, en la parte de atrás de la corona y la nuca, reducida o ausente en las hembras. El anillo ocular y la franja postocular hasta los auriculares son de color ante. La mancha loral, la barbilla y la garganta son blancas; tiene una franja negruzca a cada lado del cuello; el pecho, el costado y los flancos son de color leonado a marrón oliváceo, que se tornan amarillo pálido en el resto de la región inferior. El pico es ancho, plano y es negro, excepto en la punta y los tomios de la mandíbula, que son de color cuerno. Las patas son gris claro.

## Comportamiento

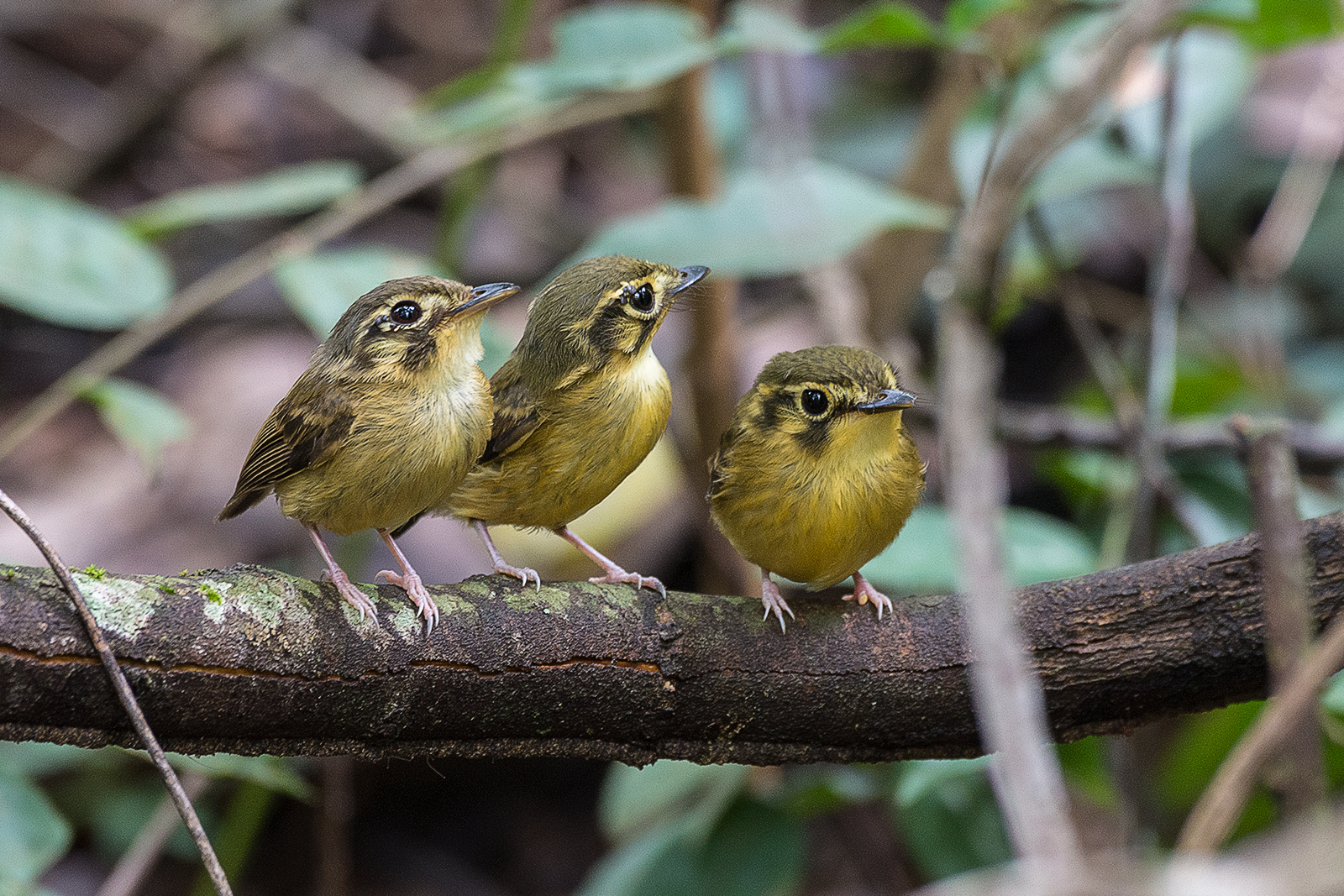
Un trío de picoplanos bigotudos en el Jardín Botánico de Brasilia, Brasil.

### Alimentación
Se alimenta de insectos y otros artrópodos pequeños que atrapa entre el follaje. Ocasionalmente busca alimento en bandas mixtas con otras especies.

### Reproducción
Construye un nido en forma de taza cónica, a aproximadamente 1 m de altura del suelo, que forra utilizando diversos materiales, como fibras de hongos negros o pedazos de piel de animal. La hembra pone dos huevos color crema con corona rojiza.

## Sistemática

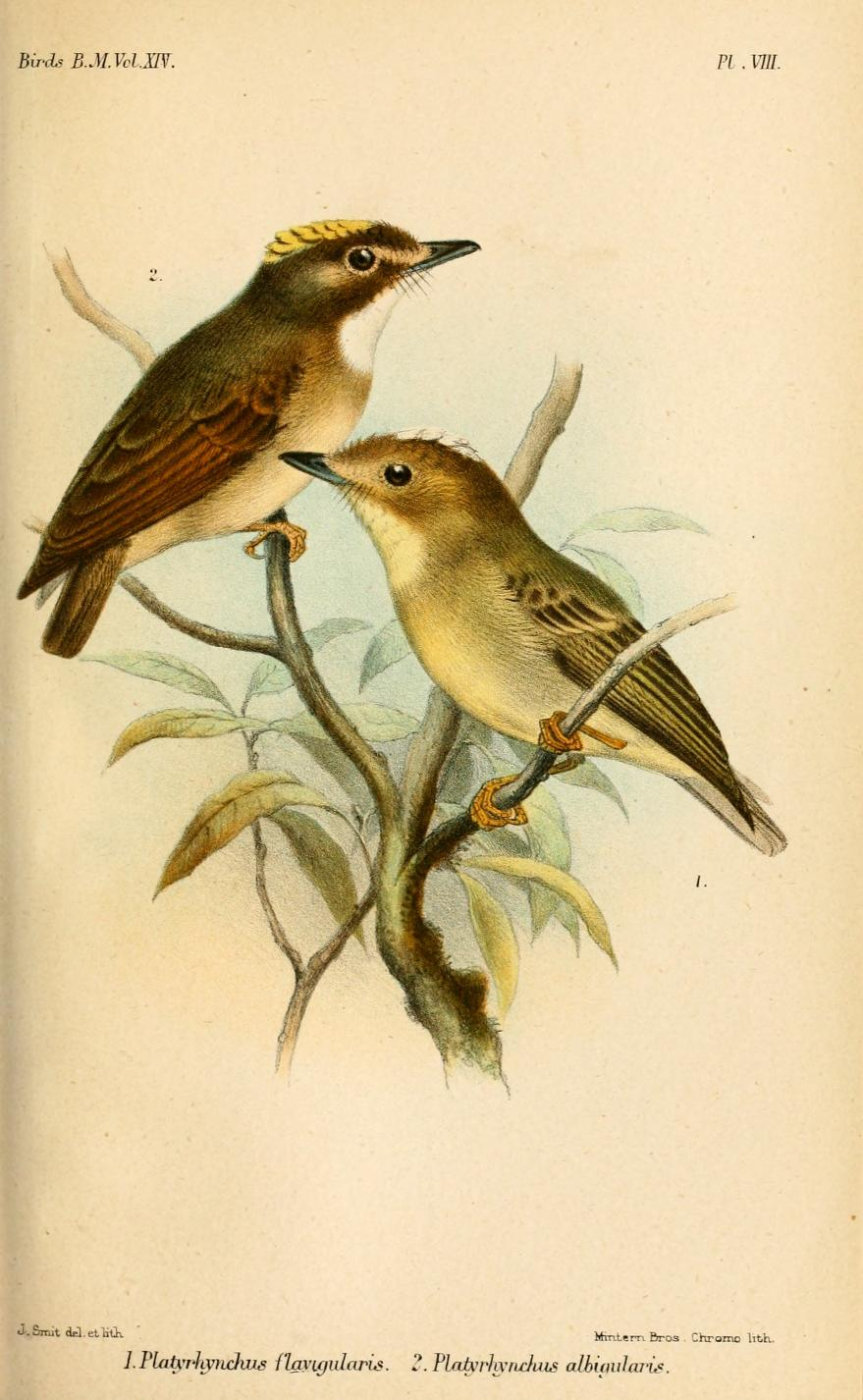
Platyrinchus mystaceus albogularis (arriba), ilustración de Joseph Smit en Catalogue of the Birds in the British Museum, 1888.

### Descripción original
La especie P. mystaceus fue descrita por primera vez por el naturalista francés Louis Pierre Vieillot en 1818 bajo el nombre científico Platyrhynchos mystaceus; la localidad tipo es: «Paraguay».

### Etimología
El nombre genérico masculino «Platyrinchus» se compone de las palabras del griego «πλατυς platus»: ‘ancho’, y «ῥυγχος rhunkhos»: ‘pico’; y el nombre de la especie «mystaceus» proviene del griego «mustax» que significa ‘bigotes’.

### Taxonomía
El grupo de subespecies P. mystaceus albogularis, es considerado como especie separada de la presente: el picoplano bigotudo occidental (Platyrinchus albogularis), por Aves del Mundo (HBW) y Birdlife International (BLI) con base en diferencias morfológicas, principalmente de plumaje, y de vocalización. La especie Platyrinchus cancrominus ya fue también considerada conespecífica con la presente.

### Subespecies
Según las clasificaciones del Congreso Ornitológico Internacional (IOC) y Clements Checklist v.2018, se reconocen catorce subespecies, con su correspondiente distribución geográfica:
- Grupo politípico albogularis:
  - Platyrinchus mystaceus neglectus (Todd, 1919) – Costa Rica, Panamá, norte y centro de Colombia (río Truandó, región de Santa Marta, Boyacá) y noroeste de Venezuela (oeste de Táchira).
  - Platyrinchus mystaceus albogularis P.L. Sclater, 1860 – oeste de Colombia (pendiente del Pacífico de los Andes occidentales, valle del Cauca, cabecera del valle del Magdalena) y oeste de Ecuador.
  - Platyrinchus mystaceus perijanus Phelps, Sr & Phelps, Jr, 1954 – Serranía del Perijá, en la frontera Colombia–Venezuela.
  - Platyrinchus mystaceus zamorae (Chapman, 1924) – este de Ecuador hacia el sur a lo largo de los Andes hasta el sureste de Perú (hasta el oeste de Madre de Dios).
  - Platyrinchus mystaceus partridgei Short, 1969 – extremo sureste de Perú (sur de Puno) y centro y oeste de Bolivia (La Paz, Cochabamba, suroeste de Santa Cruz).

- Grupo politípico mystaceus:
  - Platyrinchus mystaceus insularis J.A. Allen, 1889 – norte de Venezuela (Falcón y Mérida al este hasta Sucre, y valle del Orinoco desde el noroeste de Bolívar hacia el este hasta Delta Amacuro), Trinidad y Tobago, y localmente en el oeste de Guyana y Guayana francesa.
  - Platyrinchus mystaceus imatacae J.T. Zimmer & Phelps, Sr, 1945 – Sierra de Imataca, en el noreste de Bolívar (este de Venezuela).
  - Platyrinchus mystaceus ptaritepui J.T. Zimmer & Phelps, Sr, 1946 – Sororopán-tepui, Ptarí-tepui y Aprada-tepui, en el sureste de Bolívar (sureste de Venezuela).
  - Platyrinchus mystaceus duidae J.T. Zimmer, 1939 – sur y sureste de Venezuela (Cerros Yaví, Duida y Roraima) y extremo norte de Brasil (al norte del río Branco).
  - Platyrinchus mystaceus ventralis Phelps, Sr & Phelps, Jr, 1955 – extremo sur de Venezuela (Cerro de la Neblina) y adyacencias del noroeste de Brasil.
  - Platyrinchus mystaceus bifasciatus J.A. Allen, 1889 – suroeste de Brasil (centro de Mato Grosso al este hasta el centro de Goiás), posiblemente también en el norte de Bolivia (sur de Beni).
  - Platyrinchus mystaceus mystaceus Vieillot, 1818 – sureste de Brasil (sur de Mato Grosso, centro de Paraná y oeste de Santa Catarina al sur hasta Rio Grande do Sul), este de Paraguay y noreste de Argentina (Misiones, Corrientes).
  - Platyrinchus mystaceus cancromus Temminck, 1820 – este de Brasil (interior de Maranhão al este hasta Ceará y norte de Bahia, hacia el sur hasta el este de Paraná y este de Santa Catarina).
  - Platyrinchus mystaceus niveigularis Pinto, 1954 – bosques costeros del noreste de Brasil (Paraíba al sur hasta Alagoas).